# Hotchkiss M1914
Hotchkiss M1914 je strojnica francuskog proizvođača oružja Hotchkiss prvi puta predstavljena 1897. kao "Modele 1897", a već sljedeće godine je predstavljen i izvozni model "Modele 1898". Slijedili su ga "Modele 1900" i "Modele 1914". Svi navedeni modeli su bili vrlo slični, s plinskim okidačem i teškim, zrakom hlađenim cijevima. Imale su dvije značajne karakteristike: pet velikih prstenova za hlađenje i metalnu traku za punjenje. Punjenje preko metalne trake je ograničio duljinu trajanja rafala, tako da je Modele 1914 imao punjenje koristio remen koji je mogao nositi 249 metaka. Hotchkissova strojnica je bila robusno i primjenjivo oružje koje se proizvodilo u različitim kalibrima. Bile su velike i nezgrapne i do 1939. većina ih je bilo stavljeno u statičke obrambene uloge. Rabile su ju Francuska, Belgija, Kina, Japan, Jugoslavija, Norveška, Poljska i Rumunjska.